# V726 Андромеды
V726 Андромеды (лат. V726 Andromedae) — двойная затменная переменная звезда типа W Большой Медведицы (EW)* в созвездии Андромеды на расстоянии приблизительно 1294 световых лет (около 397 парсеков) от Солнца. Видимая звёздная величина звезды — от +10,4m до +10,2m. Орбитальный период — около 0,5034 суток (12,081 часов).

## Характеристики
Первый компонент — жёлто-белая звезда спектрального класса F. Радиус — около 2,2 солнечных, светимость — около 8,225 солнечных. Эффективная температура — около 6587 K.
Второй компонент — жёлто-белая звезда спектрального класса F.